# 近未来ハッピーエンド
- ラブライブ! > ラブライブ!サンシャイン!! > Aqours > CYaRon! > 近未来ハッピーエンド

「近未来ハッピーエンド」（きんみらいハッピーエンド）は、2017年5月10日に発売された、ミニユニット「CYaRon！」の2ndシングル。

## 概要
CYaRon！のメンバーは、高海千歌（声 - 伊波杏樹）、渡辺曜（声 - 斉藤朱夏）、黒澤ルビィ（声 - 降幡愛）の3人。
4月21日にニコニコ生放送、バンダイチャンネル、LINE LIVEにて放送された「Aqoursニコ生課外活動 〜CYaRon！だよ！いち、に、のサンシャイン!!〜」にて表題曲が初公開された。
ジャケットは、沼津市中央公園が描かれている。
初回生産特典として、ジャケットイラストシールが封入される。
キャッチコピーは「近未来を選べ！」。

## チャート功績
5月9日付のオリコンデイリーランキングでは6位にランクイン。翌日の5月10日付では約0.55万枚を売り上げて3位にランクインした。5月22日付のオリコン週間ランキングでは2.4万枚を売り上げ6位にランクインした。

## 収録曲
収録内容におけるボーカル曲は太字、ボイスドラマパートは▲印で表記する。
- CD
  - 全作詞：畑亜貴

  1. 近未来ハッピーエンド
    - 作曲・編曲：藤井亮太

  2. 海岸通りで待ってるよ
    - 作曲・編曲：渡辺未来

  3. 近未来ハッピーエンド（Off Vocal）
  4. 海岸通りで待ってるよ（Off Vocal）
  5. レアな沼津をめしあがれ❤▲

### ユニットメンバー
1. 1 2  高海千歌（伊波杏樹）、渡辺曜（斉藤朱夏）、黒澤ルビィ（降幡愛）